# فهرست ستاره‌های طاووس
این صفحه فهرست ستارگان صورت فلکی طاووس است .